# Shenzhen I/O
Shenzhen I/O ist ein am 17. November 2016 erschienenes Programmierspiel für Microsoft Windows, macOS und Linux von Zachtronics.

## Spielprinzip
Das Spiel spielt in der nahen Zukunft, in der der Spieler die Rolle eines Ingenieurs, der nach Shenzhen ausgewandert ist und für die fiktive Firma Shenzhen Longteng Electronics arbeitet, annimmt. Der Spieler erstellt elektrische Schaltungen und schreibt Code in einer Assembly ähnelnden Sprache für diese.
Der Spieler kann mithilfe von Lua-Skripten eigene Puzzles erstellen.

## Entwicklung
Das Spiel wird als Nachfolger von TIS-100, einem ähnlichen Programmierspiel aus 2015, angesehen. Shenzhen I/O wurde genau wie TIS-100 für Personen entwickelt, die sich für Programmierung interessieren. Die Idee Shenzhen zu nutzen, entstand als Barth einen Blog-Post von Andrew Huang und dessen Erfahrungen in Shenzhen las.
Das Spiel hat ein einfacheres GUI als TIS-100. Statt einem üblichen Tutorial hat das Spiel ein Handbuch, in dem Informationen zu Komponenten des Spiels enthalten sind.
Zachtronics hat Shenzhen I/O im September 2016 angekündigt und im Oktober desselben Jahres eine Entwicklungsversion über Steam Early Access veröffentlicht. Das Spiel erschien am 17. November 2016 für Microsoft Windows, macOS und Linux. Das Spiel wurde innerhalb von sechs Monaten fertiggestellt.
Zachtronics hat Shenzhen Solitare, ein Minispiel innerhalb Shenzhen I/O, am 16. Dezember 2016 als eigenes Spiel veröffentlicht.

## Rezeption
Shenzhen I/O wurde vom Rock Paper Shotgun Autor Brendan Caldwell positiv wahrgenommen.
Das Spiel wurde 2018 in der Kategorie „Excellence in Design“ beim Independent Games Festival nominiert.